# Subete ga F ni Naru
Subete ga F ni Naru (すべてがFになる?, lit. Todo se convierte en F, y subtitulado The Perfect Insider), en Hispanoamérica como Perfecto Infiltrado, es una novela japonesa de misterio escrita en 1996 por Hiroshi Mori y fue la primera entrega de la serie de novelas S&M. Fue adaptada a manga, novela visual, dorama y anime.

## Argumento
La historia está protagonizada por Sōhei Saikawa, quien es miembro del Laboratorio de Investigación Saikawa, y por Moe Nishinosono, quien es hija de su mentor. Durante un viaje a la isla Himaga, una remota isla en donde se encuentra el Instituto de Investigación Magata, ambos descubren el cadáver de Shiki Magata, una importante investigadora, y juntos trabajan para resolver, lo que parece, un caso de asesinatos en serie.

## Personajes

### Personajes principales
Sōhei Saikawa (犀川 創平 Saikawa Sōhei)
Seiyū: Yasuyuki Kase.
Es un profesor de arquitectura en la Universidad Nacional de Nagono. Se ha ganado la simpatía de Moe, aunque él no se preocupa particularmente de ella. Es extremadamente inteligente y se ha separado a sí mismo del mundo. Es adicto al tabaco y ama el café.
Moe Nishinosono (西之園 萌絵 Nishinosono Moe)
Seiyū: Atsumi Tanezaki.
Es hija del mentor de Sōhei y estudiante de primer año del departamento de arquitectura de la Universidad Nacional de Nagono. Tiene un excelente poder de observación y habilidades de cálculo, pero a veces sus pensamientos saltan a conclusiones extremas.
Shiki Magata (真賀田 四季 Magata Shiki)
Seiyū: Ibuki Kido.
Es un genio de la programación quien a los 14 años fue acusada de asesinar a sus padres, aunque fue encontrada inocente debido a su condición psicológica. Vive aislada en el Instituto de Investigación Magata, en la isla Himaga.

### Empleados del Instituto Magata
Seiji Shindō
Seiyū: Shunsuke Sakuya.
Es la cabeza del Instituto de Investigación Magata. Es como un tío para Shiki.
Yukihiro Yamane
Seiyū: Tatsuhisa Suzuki.
Es el director asistente del Instituto de Investigación Magata.
Tomihiko Yuminaga
Seiyū: Bin Sasaki.
Doctor residente del Instituto de Investigación Magata.
Chikara Mizutani
Seiyū: Kentarou Itou.
Empleado del Instituto de Investigación Magata. Es uno de los pocos que ha estado en el instituto desde su establecimiento.
Ayako Shimada
Seiyū: Yōko Hikasa.
Empleada del Instituto de Investigación Magata. Trabaja como programadora.
Toshiki Mochiduki
Seiyū: Hiroshi Shimozaki.
Guardia de seguridad en el Instituto de Investigación Magata.
Satoshi Hasebe
Seiyū: Atsushi Imaruoka.
Guardia de seguridad en el Instituto de Investigación Magata.

### Estudiantes de la Universidad Nacional de Nogono
Momoko Kunieda
Seiyū: Houko Kuwashima.
Estudiante de arquitectura de la Universidad Nacional de Nogono. Asiste al profesor Sōhei Saikawa con sus cuentas. Debido a su apariencia andrógina y su manera directa de hablar, los otros estudiantes le temen.
Fukashi Hamanaka
Seiyū: Taishi Murata.
Estudiante de la Universidad Nacional de Nogono, quien trabaja en el laboratorio de Sōhei. Está encargado de planear el viaje de seminario.

### Otros personajes
Miki Magata
Seiyū: Yuko Kaida.
Hermana menor de Shiki. Vive con un pariente en Estados Unidos.
Yumiko Shindō
Seiyū: Sayaka Kobayashi.
Es la esposa de Seiji. Conoció a Shiki cuando esta todavía era una niña.
Setsuko Gidō
Seiyū: Yui Horie.
Es reportera de una revista. Tiene una relación cercana con Sōhei.
Suwano
Seiyū: Katsumi Chou.
Es un mayordomo que ha servido a la familia Nishinosono por muchos años. Se ocupa de las necesidades diarias de Moe.

## Adaptaciones

### Dorama
Entre octubre y diciembre de 2014 Fuji TV transmitió una adaptación a imagen real de la novela.

### Anime
En 2015 la novela fue adaptada a anime por el estudio A-1 Pictures, bajo la dirección de Mamoru Kanbe y estrenada el 8 de octubre del mismo año. Toshiya Ōno fue el encargado de los guiones, Inio Asano estuvo a cargo del diseño de los personajes, mientras que la música fue obra de Kenji Kawai. El opening, titulado "Talking" es de KANA-BOON, mientras que el ending, "Nana Hitsuji", es de Scenarioart.

#### Lista de episodios
| N.º | Título                                                      | Fecha de emisión        |
| --- | ----------------------------------------------------------- | ----------------------- |
| 1   | «Reunión blanca» «Shiroi Deai» (白い面会)                   | 8 de octubre de 2015    |
| 2   | «Encuentro azul» «Aoiro no Kaikō» (蒼色の邂逅)              | 15 de octubre de 2015   |
| 3   | «Magia roja» «Akai Mahō» (赤い魔法)                         | 22 de octubre de 2015   |
| 4   | «Pasado arcoíris» «Nijiiro no Kako» (虹色の過去)            | 29 de octubre de 2015   |
| 5   | «Esperanza plateada» «Gin'iro no Kibō» (銀色の希望)         | 5 de noviembre de 2015  |
| 6   | «Determinación carmesí» «Shinku no Ketsui» (真紅の決意)     | 12 de noviembre de 2015 |
| 7   | «Límite gris» «Haiiro no Kyōkai» (灰色の境界)               | 19 de noviembre de 2015 |
| 8   | «Amanecer púrpura» «Murasakiiro no Yoake» (紫色の夜明け)    | 26 de noviembre de 2015 |
| 9   | «Punto ciego amarillo» «Kiiro no Shikaku» (黄色の死角)      | 3 de diciembre de 2015  |
| 10  | «Verdad malva» «Shion'iro no Shinjitsu» (紫苑色の真実)      | 10 de diciembre de 2015 |
| 11  | «Fin de semana incoloro» «Mushoku no Shūmatsu» (無色の週末) | 17 de diciembre de 2015 |